# 브뤼닉-하슬리베르크역
브뤼닉-하슬리베르크역(독일어: Brünig-Hasliberg)은 브뤼닉 고개의 가장 높은 지점에 위치한 스위스 기차역이다. 인터라켄과 루체른을 연결하는 첸트랄반 소유의 브뤼닉선에 있다. 역은 패스의 이름과 동쪽에 있는 하슬리베르크 리조트 지역에서 이름을 따왔다. 역을 통해 브리엔츠와 하슬리베르크 사이를 운행하는 포스트버스 스위스 노선과 환승을 제공한다. 이 역은 브리엔츠 로트호른 철도의 정상역을 오가는 인기 있는 하이킹 코스의 한쪽 끝이다.
정치적으로 역은 마이링엔 마을과 수평으로 5km, 수직으로 400m 떨어져 있지만 마이링엔 시와 베른주에 있다. 옵발덴주의 경계는 역의 루체른 쪽 바로 옆에 있다.
역은 브리엔츠와 알프나흐슈타트 사이의 브뤼닉선의 나머지 중앙 구간과 함께 쥐라-베른-루체른 철도에 의해 1888년에 개통되었다. 처음에 인터라켄과 루체른으로 향하는 여정은 보트로 이루어졌으며 철도 통과 경로는 1916년까지 완성되지 않았다. 기차는 철도가 전철화되는 1940년대 초까지 증기기관차로 운반되었다. 역의 소유권은 1903년 스위스 연방 철도로, 2004년 첸트랄반으로 이전되었다.
역은 통로를 통해 도로를 따라 위치하며, 역 건물과 버스 터미널은 선로와 도로 사이에 있다. 통로 양쪽에 있는 역으로 가는 진입로는 가파르게 오르며 랙 레일 이 장착된 단일 선로이다. 스테이션 자체에는 랙 레일이 장착되지 않은 3개의 트랙이 있다. 역을 통과하는 모든 열차는 랙과 접착 장비를 모두 사용하여 작업할 수 있는 장비를 갖추고 있다.

## 운행편
다음 서비스는 브뤼닉-하슬리베르크에서 정차한다.
- 인터레기오 루체른-인터라켄 익스프레스 : 루체른과 인터라켄 동역 사이를 매시간 운행한다.